# Ламолья, Андре
Андре Ламолья Агра Гомес (порт. André Lamoglia Agra Gomes, род. 4 августа 1997, Рио-де-Жанейро, Бразилия) — бразильский актёр, известный по роли Луана в аргентинском молодёжном телесериале «Биа» и по роли Ивана Карвальё в 5 сезоне испанского веб-сериала «Элита», премьера которого состоялась в апреле 2022 года на канале Netflix.

## Биография
Андре Ламолья родился в Рио-де-Жанейро 4 августа 1997 года. Обнаружил, что хочет стать актером, благодаря своему старшему брату Виктору Ламолье, который работает в мире актерского искусства.

## Карьера
В 2015 году начал свою театральную карьеру, сыграв главную роль принца в пьесе «Золушка» Жозе Вилкера в театре Ипанема в Бразилии.
В 2016 году участвовал в различных телевизионных проектах на бразильском телевидении.
В 2017 году сыграл главную роль Рафаэля Сантоса в оригинальном бразильском телесериале канала Disney «Хуакас». 
В 2020 году снялся в латиноамериканском сериале Disney «Биа» в качестве главного героя Луана.
В 5 сезоне испанского сериала «Элита» сыграл роль Ивана Карвальё, сына известного футболиста, который привык жить среди постоянных вечеринок своего отца. Премьера сезона состоялась 8 апреля 2022 года на канале Netflix.

## Фильмография
| Год  |   | Русское название         | Оригинальное название    | Роль                   |
| ---- | - | ------------------------ | ------------------------ | ---------------------- |
| 2016 | с | Тайны правосудия         | Segredos de Justiça      | Томаз Пача             |
| 2017 | с | Придурки                 | Juacas                   | Рафаэль Сантос Морейра |
| 2017 | с | Один против всех         | 1 Contra Todos           | друг Зевио             |
| 2017 | с | Детективы до Предио Азул | Detetives Do Prédio Azul | Борис                  |
| 2017 | с | Рок-история              | Rock Story               |                        |
| 2018 | ф | Де Ново, Нао             | De Novo, Não             |                        |
| 2019 | ф | Ю Су Маис Ю              | Eu Sou Mais Eu           | Витор                  |
| 2019 | ф | Предатель                | El traidor               | Филип                  |
| 2020 | с | Биа                      | Bia                      | Луан                   |
| 2021 | с | Биа: мир перевернулся    | Bia: Un mundo al revés   | Луан                   |
| 2022 | с | Элита                    | Élite                    | Иван Карвальё          |

## Признания и награды
2019 — приз «Лучший актер» бразильской версии Kids’ Choice Awards — Meus Prêmios Nick.